# Drepanocladus gigas
Drepanocladus gigas là một loài Rêu trong họ Amblystegiaceae. Loài này được (Warnst.) Mikut. mô tả khoa học đầu tiên năm 1913.